# 萨托尼诺·赫兰
萨托尼诺·赫兰（Saturnino Herrán，1887年—1918年），墨西哥画家。生于墨西哥阿瓜斯卡连特斯。1903年，他父亲去世。两年后，全家搬往墨西哥城。1912年，25岁的赫兰认识了他的妻子罗莎里·阿莱拉诺。